# Seznam nejvyšších úředníků Kyperského království
Úřady v Kyperském království se mnoho nelišily od ostatních křižáckých států, které byly vybudovány po vzoru francouzského feudálního zřízení. Na Kypru existovaly úřady majorodoma, konetábla, maršálka, komořího a kancléře. Následuje seznam osob, kteří tyto úřady zastávali ve 13. století.

## Majordomové
- Guy de Lusignan (zemřel 1195), syn Amalricha I. Kyperského
- Amaury de Rivet (1197–1210)
- Balduin z Ibelinu (1246–1267)
- Robert de Cresque (1269)
- Balian II. z Ibelinu (1286–1302)

## Konetáblové
- Amalrich I. Kyperský, před nástupem na trůn po smrti Guye de Lusigan
- Jean de Lusignan
- Balduin de Bethsan (1195)
- Walter z Bejrútu (1210–1229)
- Jan z Ibelinu (1227–1229)
- Balian z Ibelinu a Bejrútu, (1236–1239)
- Guy z Ibelinu (1247), bratr předchozího
- Jan z Ibelin a Arsuru (1256)
- Simon de Montolif (1284)
- Balduin z Ibelinu (1286)
- Filip z Ibelinu (1302)

## Maršálkové
- Hugo Martin (1194–1196)
- Renauld de Soissons (1210–1217)
- Adam de Gaures z Antiochie
- Jan z Antiochie (1247)
- Anceau
- William de Canet (1269)
- Simon de Montolif (viz nahoře)

## Komoří
- Amaury de Bethsan (1218–1220)
- Geoffrey le Tor (1247)
- Filip de Cassie (1269)
- Walter z Antiochie (1286)

## Kancléři
- Petr, za Guye de Lusignan, biskupa z Tripolisu
- Alan (1195–1201), arcijáhen z Lyddy a arcibiskup z Nikosie
- Ralph (1217–1220), arcijáhen z Nikosie
- Bonvassal d'Aude (1231–1248), kanovník z Nikosie
- Peter (1269–1288), biskup z Paphosu
- Jindřich de Gibelet (1291–1330), arcijáhen z Nikosie